# يواكيم فون زور غاثن
يواكيم فون زور غاثن (بالإنجليزية: Joachim von zur Gathen)‏ (من مواليد 1950) وهو عالم رياضيات ألماني وعالم حاسوب. يمتد بحثه في عدة مجالات في الرياضيات وعلوم الكمبيوتر، بما في ذلك نظرية التعقيد الحسابي، وعلم التعمية، والمجالات المحدودة، والحساب الرمزي.

## حياته
حصل يواكيم فون زور غاثن على دبلوم في الرياضيات من المعهد الفدرالي السويسري للتكنولوجيا في زيورخ، عمل كـ دكتور في الفلسفة في جامعة زيورخ عام 1980 تحت إشراف فولكر ستراسن. في عام 1981، حصل على منصب في قسم علوم الكمبيوتر في جامعة تورنتو، ليصبح في نهاية المطاف أستاذاً كاملاً. في عام 1994، انتقل إلى قسم الرياضيات في جامعة بادربورن. منذ عام 2004، كان أستاذا في B-IT وقسم علوم الكمبيوتر في جامعة بون. وهو مؤسس رئيس تحرير مجلة Birkhäuser (الآن سبرنجر).
عقدت ندوة في B-IT في عام 2010 تكريما لذكرى ميلاده الستين وتم نشر عدد خاص من مجلة الحوسبة الرمزية كممثل للحدث.

## وصلات خارجية
- Homepage at the b-it